# Breitbart News
Breitbart News Network (conhecido como Breitbart News, Breitbart ou Breitbart.com) é um site de notícias, opiniões e comentários de extrema-direita estadunidense fundado em 2007 por Andrew Breitbart. O Breitbart News publicou uma série de notícias falsas e teorias de conspiração, bem como histórias intencionalmente enganosas.
Concebido pelo comentarista conservador Andrew Breitbart durante uma visita a Israel no verão de 2007 como um site "que seria pró-liberdade e pró-Israel" o Breitbart News posteriormente alinhou-se à direita populista europeia e à direita alternativa estadunidense sob a gestão do ex-presidente executivo Steve Bannon. O The New York Times descreveu o Breitbart News como uma organização com "jornalistas ideologicamente impulsionados" que gera controvérsias "sobre material que tem sido chamado de misógino, xenófobo e racista".
Bannon declarou o site "a plataforma para a alt-right" em 2016, mas negou todas as alegações de racismo e declarou mais tarde que ele rejeitava as tendências "etno-nacionalistas" do movimento alt-right. Os proprietários do Breitbart News negam que seu site tenha qualquer conexão com o alt-right ou já tenha apoiado opiniões racistas ou de supremacistas brancos. Em 9 de janeiro de 2018, Steve Bannon desligou-se da Breitbart News Network. 

## Críticas
Em abril de 2016, o Southern Poverty Law Center escreveu que o "site tem sofrido uma mudança notável no sentido de abraçar ideias extremistas da direita conservadora" e estava usando divulgando posicionamentos "racistas", "anti-muçulmanas" e "anti-imigrantes". O centro escreveu que o site estava promovendo abertamente as opiniões da alt-right.
A Breitbart News foi descrita pela Liga Anti-Difamação como "o site principal do alt-right" representando "nacionalistas brancos, antissemitas e racistas". Um artigo em Jewish Daily Forward argumentou que Bannon e Andrew Breitbart são antissemitas.
Contudo, Andrew Breitbart, o conservador que fundou o site e faleceu em 2012, era judeu, assim como  muitos dos seus colegas e sucessores, como por exemplo Joel Pollack e Ben Shapiro. O site tem uma seção chamada Breitbart Jerusalem, com opiniões geralmente alinhadas com a direita pró-israelita. Também David Horowitz, é ele próprio judeu. Milo Yiannopoulos, o polêmico personagem da chamada direita alternativa tem também ascendência judaica.
O site foi alvo da campanha de desmonetização publicitária Sleeping Giants, causando-lhe uma intensa fuga de anunciantes e perda de cerca de 90% de suas receitas publicitárias.